# Harpomyia indica
Harpomyia indica är en tvåvingeart som beskrevs av Ephraim Porter Felt 1916. Harpomyia indica ingår i släktet Harpomyia och familjen gallmyggor. Inga underarter finns listade i Catalogue of Life.